# Национальный банк Панамы
Национальный банк Панамы (исп. Banco Nacional de Panamá) — центральный банк Панамы.

## История
12 октября 1904 года начал операции государственный Ипотечный и залоговый банк Республики. В январе 1911 года банк был переименован в Национальный банк Панамы.
30 сентября 1941 года был создан Центральный эмиссионный банк Республики Панама, получивший право эмиссии. Банк успел выпустить небольшое количество банкнот в обращение, но уже 30 декабря 1941 года был принят закон об изъятии из обращения и уничтожении этих банкнот.